# 利迪策

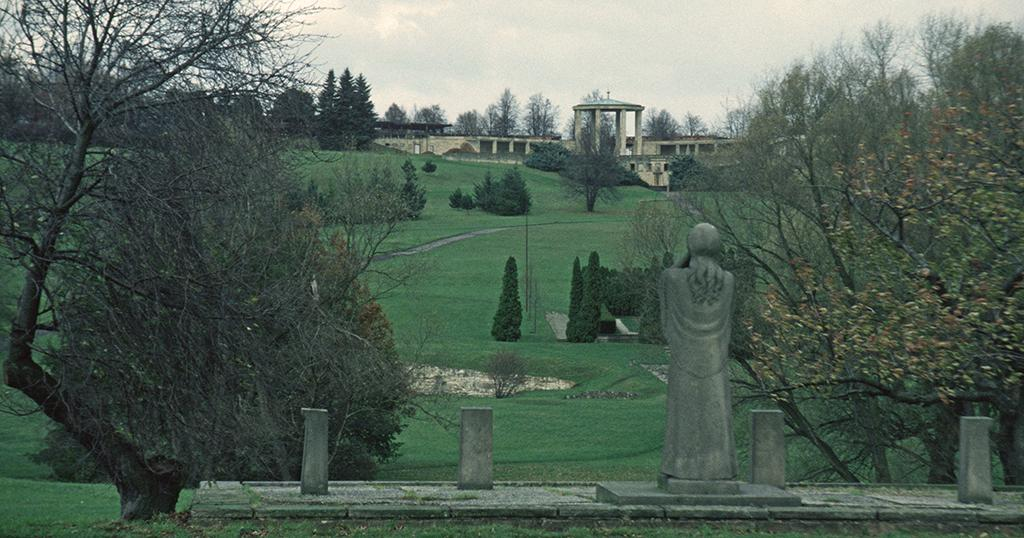
被摧毁的村庄遗址

利迪策（捷克语：Lidice）是位于捷克中捷克州的一个村庄。
第二次世界大战中，德国扶持的波希米亞和摩拉维亞保護國总督赖因哈德·海德里希遭英国别动队成员刺杀身亡。利迪策村被怀疑掩护刺客，遭德军报复性摧毁。村中成年人全部被屠杀，约340人遇难（包括88名儿童），婴儿被支持纳粹主义的德国家庭收养。利迪策惨案激发了全捷克人的反德抵抗运动，并成为后来国际儿童节（6月1日）的来源。
利迪策于1949年重建，并修建了一个大型纪念馆。

## 友好城市
- 英国考文垂
- 美国阿拉斯加州诺姆
- 巴拿马利迪塞